# 波蘭-日本資訊科技學院
波蘭-日本資訊科技學院（日语：ポーランド日本情報工科大学）是波蘭首都華沙的一所大学。該學院源於波蘭新政府計劃由共產主義中改革轉型，於是接受日本的資訊科技開發援助，於1994年成立該學院。目前，該學院有約4000名學生。

## 外部連結
- 官方網站 （页面存档备份，存于） （波兰語）